# Strada statale 10 Padana Inferiore
La strada statale 10 Padana Inferiore (SS 10), chiamata anche strada regionale 10 Padana Inferiore (SR 10), è una strada statale italiana, una delle più note del Nord Italia. Ha origine a Torino e termina a Monselice innestandosi nella strada statale 16 Adriatica, dopo aver attraversato da ovest a est la parte meridionale (come indicato dall'aggettivo inferiore nel nome) della Pianura Padana. La strada, col suo tracciato di 373,5 km, interessa le regioni Piemonte, Lombardia, Emilia-Romagna, e Veneto. Dal 2001 al 2021 le tratte in Piemonte, Lombardia ed Emilia-Romagna erano classificate come strada provinciale 10 Padana Inferiore (SP 10) in Piemonte, strada provinciale ex strada statale 10 Padana Inferiore (SP ex SS 10) in Lombardia e strada provinciale 10 regionale Padana Inferiore (SP 10 R) in Emilia-Romagna.

## Storia
La SS 10 venne istituita nel 1928 col seguente percorso: "Torino - Moncalieri - Poirino - Alessandria - Tortona - Casteggio - Piacenza - Cremona - Mantova - Monselice."
Nel 1956, in seguito all'inaugurazione del traforo del Pino, il tratto iniziale in uscita da Torino venne modificato: divenne parte della SS 10 la tratta da Torino a Villanova d'Asti attraverso il traforo, Pino, Chieri e Riva, mentre la tratta abbandonata per Moncalieri divenne parte della SS 29 da Torino a Poirino, e costituì la nuova SS 29 racc da quest'ultima località a Villanova.
A dispetto del ruolo di primo piano nella rete delle comunicazioni stradali nazionali, in seguito al decreto legislativo n. 112 del 1998, dal 2001, la gestione è passata dall'ANAS alle regioni. Piemonte e Veneto la classificarono come strada regionale (anche se la gestione è delle rispettive province), pertanto nei settori che rientrano nei confini di tali regioni la strada venne denominata SR 10 (anziché SS 10). Lombardia ed Emilia-Romagna hanno invece classificato la strada come provinciale, pertanto ogni provincia interessata dall'ex SS 10 in Lombardia ed Emilia-Romagna ha provveduto a cambiarne la denominazione secondo le proprie disposizioni in materia.
A partire dal 2021 tutte le tratte della ex SS 10 nelle regioni Piemonte (a eccezione del tratto nel centro abitato di Torino), Lombardia ed Emilia-Romagna sono tornate ad ANAS, ripristinando la denominazione SS 10.

## Percorso

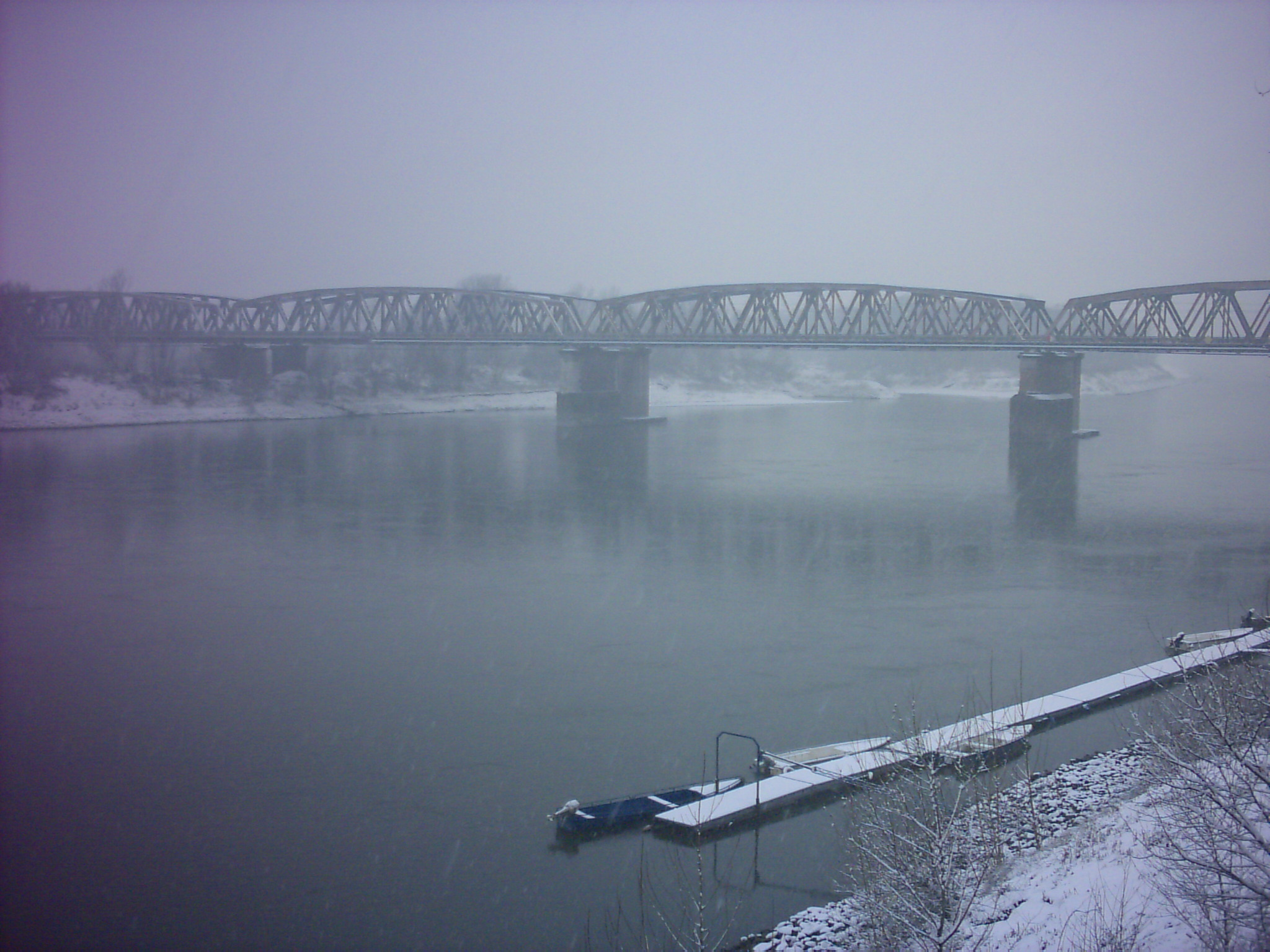
Il ponte in ferro a Cremona con cui la SS 10 scavalca il Po

Il tracciato della strada statale 10 si snoda prevalentemente in territorio pianeggiante; solo il tratto iniziale, da Torino ad Alessandria, è caratterizzato dai caratteristici saliscendi tipici dei territori collinari. Tra Torino e Chieri è presente l'unica galleria di tutto il percorso, il traforo del Pino, realizzata tra il 1949 e il 1956 per evitare l'attraversamento del centro di Pino Torinese, collocato in cima alla Collina di Torino, e la tortuosa strada che lo raggiungeva attraverso la valle di Reaglie.
Nel tratto piemontese attraversa le città di Chieri, Asti, Alessandria e Tortona. Presso Alessandria vengono superati i fiumi Tanaro e Bormida, a Tortona il torrente Scrivia e a Pontecurone il torrente Curone.
Al km 127,250 la strada entra in Lombardia, passando nella parte meridionale della Provincia di Pavia (Oltrepò Pavese). Il percorso originale attraversa la città di Voghera (dove supera il fiume Staffora e incrocia la Strada Statale 461 del Passo Penice). In questa zona, il tratto fra Tortona e Casteggio è in comune con la Strada statale 35 dei Giovi; a Broni si innesta la strada statale 617 Bronese. A ridosso di Voghera, dopo la riclassificazione la SS 10 è stata dirottata sulla tangenziale di Voghera - Casteggio. Alla fine della tangenziale, una piccola tratta è ufficialmente classificata come SS 35 (1,699 km). All'innesto della SS 35 con la SS 10 a km 142,000 la SS 10 incontra il percorso originale. Al km 164,930 entra in Emilia-Romagna, in provincia di Piacenza, e attraversa le città di Castel San Giovanni (dove interseca la strada statale 412 della Val Tidone) e Piacenza (dove supera il fiume Trebbia ed incrocia la SS 9, la SS 45 e la SS 654). La strada rientra nuovamente in Lombardia al km 216,999 ed attraversa per la prima volta il fiume Po, nei pressi di Cremona, con un ponte in ferro risalente al 1892 e ricostruito dopo i bombardamenti della seconda guerra mondiale. A Cremona s'innestano le ex strade statali 45 bis, 234, 415 e 498. Da qui la strada, fino a questo punto collocata sempre a sud del Po, prosegue verso Mantova, mantenendosi d'ora in poi sempre a nord del fiume. Tale tratta, fino quasi a Isola Dovarese, ospitò fra il 1889 e 1955 il binario delle tranvie Cremona-Ostiano e Cremona-Asola, gestite in ultimo dalla società Tramvie Provinciali Cremonesi (TPC).
A Piadena la strada interseca la SS 343 Asolana. Poco prima di Bozzolo la strada entra in provincia di Mantova, dove attraversa il fiume Oglio. Dopo aver passato i comuni di Marcaria, Castellucchio e Curtatone, passa per Mantova, dove incrocia le tangenziali cittadine Nord e Sud e le ex strade statali 62 della Cisa, 236 bis Goitese, 420 Sabbionetana e 482 Alto Polesana e supera i Laghi di Mantova attraverso il Ponte di San Giorgio, che divide il Lago di Mezzo dal Lago Inferiore. Dopo San Giorgio Bigarello, prosegue verso Castel d'Ario, dove, nella frazione di Susano, dà inizio all'ex SS 249 Gardesana Orientale.
Al km 306,718, dopo aver superato Castel d'Ario, la SS 10 entra in Veneto, in provincia di Verona, di cui attraversa come centri principali Nogara (dove s'incrocia la SS 12), Cerea e Legnago (dove incrocia la strada statale 434 Transpolesana). Qui a Legnago la strada attraversa il fiume Adige, poi a San Vito (frazione di Legnago) c'è il bivio dell'ex SS 500 per Cologna Veneta, Lonigo e Vicenza. Dopo il paese di Bevilacqua, la strada entra in provincia di Padova e raggiunge Montagnana (che aggira passando all'esterno delle mura), Saletto, Ospedaletto Euganeo ed Este (dove s'innesta l'ex strada statale 247 Riviera), per poi terminare a Monselice innestandosi nella SS 16.

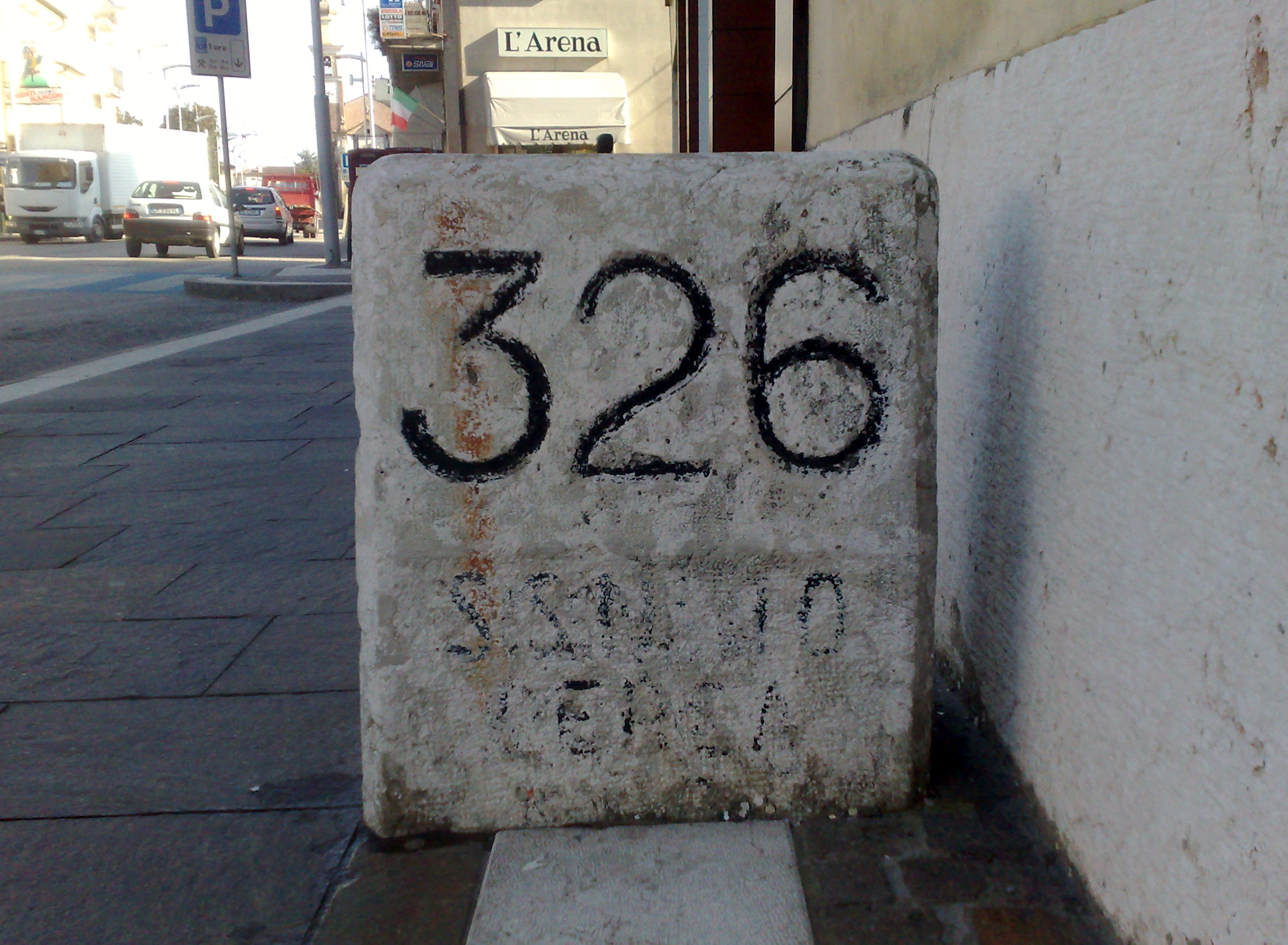
Pietra miliare del chilometro 326 della SS 10, in centro a Cerea

L'attraversamento di Este e Monselice è ora evitabile in seguito all'apertura di una variante a corsia singola, ma priva di intersezioni a raso, che ha inoltre lo scopo di collegare l'ex strada statale con l'arteria che collega Monselice a Chioggia.
La quasi totalità del percorso è a carreggiata unica a due corsie; fanno eccezione alcuni tratti a quattro corsie, tra cui quello in uscita da Alessandria, che passa per le frazioni Ghezzi e Lungafame (circa 6 km), e la tangenziale di Cremona (7 km), che però va considerata come tratto urbano di scorrimento.
Le interconnessioni con la rete autostradale, situate sull'A21 ove non diversamente specificato, si trovano in corrispondenza delle stazioni di Villanova d'Asti, Asti ovest, Asti est, Felizzano - Quattordio, Alessandria ovest, Alessandria est, Tortona (A7), Voghera, Casteggio - Casatisma, Broni - Stradella, Castel San Giovanni, Piacenza ovest, Piacenza sud (A1), Caorso, Castelvetro Piacentino, Cremona, Mantova nord (A22) e Monselice (A13).

## Varianti a scorrimento veloce

### Tangenziale di Cremona
La  strada statale 10 Padana Inferiore (SS 10) nel comune di Cremona funge anche da Tangenziale.

### Sr10var Veneto
In Veneto invece troviamo la nuova SR10var, con il tratto fra l'innesto con la SS16 e la SP15 Calmana presso la località di Carceri, realizzato nel 2007 e privo di intersezioni a raso. A inizio 2025 sono iniziati i lavori per il suo prolungamento verso ovest fino ad arrivare allo svincolo di Santa Margherita d'Adige dell'Autostrada della Valdastico A31. Si prevede di completare il prolungamento verso fine 2027 a causa dei numerosi viadotti da realizzare a scavalco della viabilità locale e dei lavori di ricucitura delle strade.